# Micco, Florida
Micco, Florida (енгл. Micco) насељено је место без административног статуса у америчкој савезној држави Флорида.

## Демографија
По попису из 2010. године број становника је 9.052, што је 446 (-4,7%) становника мање него 2000. године.
| Група             | 2000.         | 2010.         |
| Белци             | 9.282 (97,7%) | 8.728 (96,4%) |
| Афроамериканци    | 23 (0,2%)     | 39 (0,4%)     |
| Азијати           | 9 (0,1%)      | 24 (0,3%)     |
| Хиспаноамериканци | 125 (1,3%)    | 158 (1,7%)    |
| Укупно            | 9.498         | 9.052         |